# Brádlerovy boudy

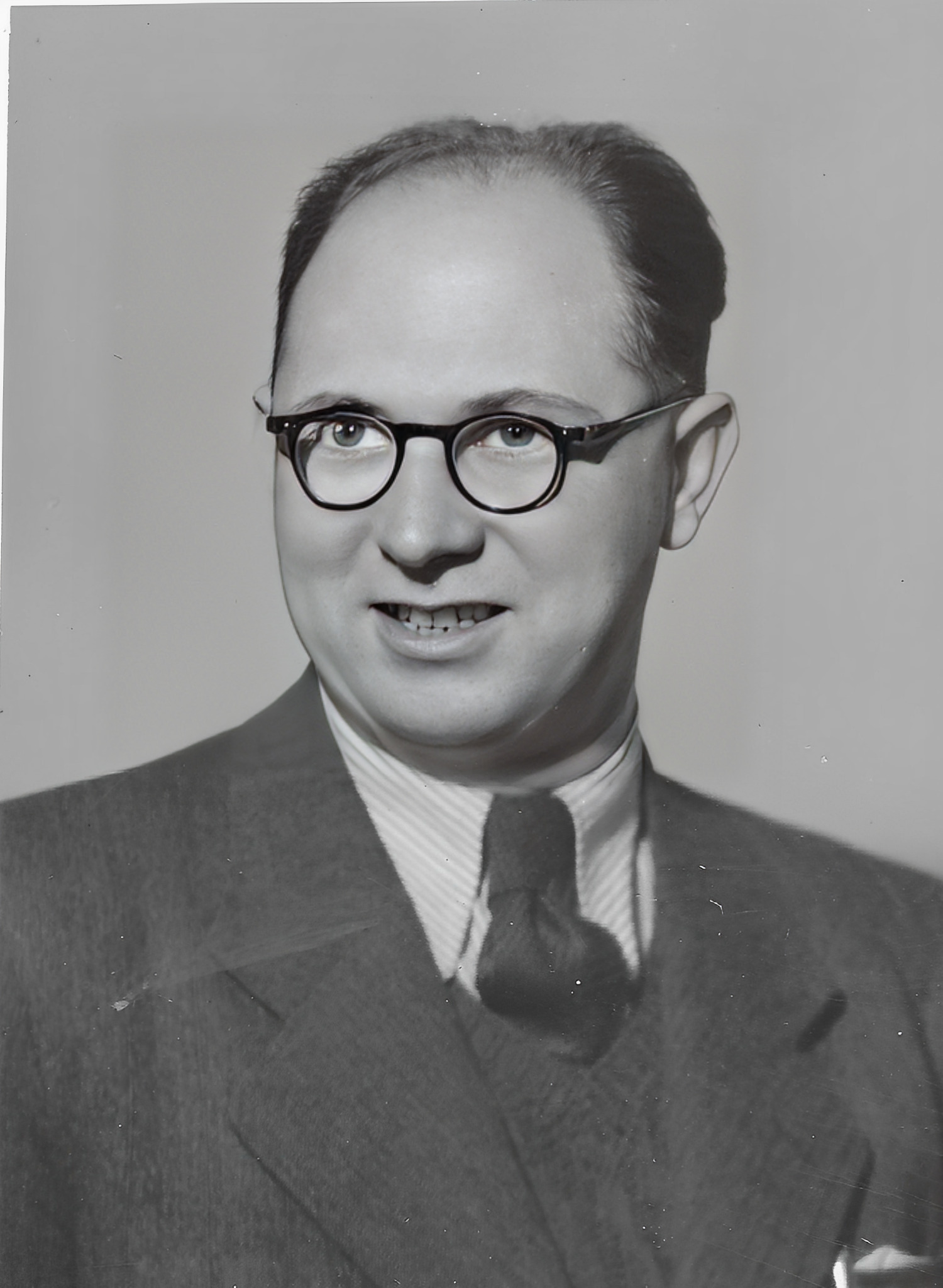

Brádlerovy boudy (německy Bradlerbauden, polsky Bradlerowe Budy) je základní sídelní jednotka na katastrálním území Špindlerův Mlýn, která je tvořena skupinou horských bud. Nachází se v Krkonoších v nadmořské výšce 1156 m na louce mezi Dvorským potokem a Medvědím potokem pod Martinovou boudou.

## Poloha a kontakt
Adresa: Brádlerovy boudy č.p. 87, 543 51 Špindlerův Mlýn
GPS: 50.7675844N, 15.5850094E
what3words: ///vteřiny.drobit.tahoun
Google Plus Code: 9F2QQH9P+32
E-mail: info@bradlerovy-boudy.cz
Web: www.bradlerovy-boudy.cz
Telefon: není zaveden
Mobilní telefon: není zveřejňován

## Jednotlivé boudy
Osadu tvoří čtyři budovy, z nichž dvě nabízí ubytování:
- hlavní budova č.p. 87 zvaná Severka[3][4] na které je nápis Brádlerovy boudy a také se nazývá Brádlerova chata nebo Brádlerova bouda[5][6]
- budova č.p. 88[7]
- budova č.p. 85[8], která skrývá na stropním trámu letopočet 1637[9]
- Laura č.p. 147 — dříve Lauerova bouda podle Franze Lauera, který ji vlastnil v letech 1942–1944[3][4]

Již v 19. století zanikla Mléčná bouda (německy Molkenbaude), která byla nejvýše položenou a pravděpodobně také nejstarší z Brádlerových bud. Téměř u lesa ji postavil Franz Bradler z Volského dolu. V roce 1827 vyhořela a byla znovu obnovena. V roce 1882 ovšem vyhořela znovu a tentokrát už obnovena nebyla. Do 21. století se dochovaly pouze nepatrné zbytky základů.

## Historie
První zmínka o Brádlerových boudách pochází z roku 1637, což z nich činí jedny z nejstarších horských bud v Krkonoších. Původně sloužily chovu dobytka díky kvalitním horským pastvinám, vzniklým po vykácení lesa. Oblast byla součástí vrchlabského panství rodu Morzinů, přičemž ležela na hranicích s jilemnickým panstvím Harrachů. Boudy byly důležitým střediskem hospodářství – osadníci zde chovali dobytek a obchodovali s mlékem, máslem a sýry, které dvakrát týdně nosili do Harrachova.
V roce 1890 Vincenz Hollmann přeměnil jednu z bud na hostinec „Gasthaus zum Grossen Sturmhaube“, který se později stal známý jako Brádlerova bouda. Rodina Hollmannů vlastnila chatu až do konce druhé světové války, kdy byla rodina odsunuta. Během války byly boudy využívány i německou armádou, přičemž na jejich střeše byla vztyčena nacistická vlajka.
Po roce 1945 převzal správu boud Československý svaz tělesné výchovy (ČSTV). Poválečným správcem byl turistický a sokolský činovník Josef Richter z Prahy, který se zasloužil o obnovení provozu boudy. V 60. letech byly boudy přejmenovány na Fučíkovy boudy a využívány ke sportovním soustředěním. Po roce 1989 byl obnoven původní název Brádlerovy boudy. Dnes jsou ve vlastnictví Klubu českých turistů (KČT) a současný nájemce Petr Bárta má nájemní smlouvu platnou do 1. dubna 2035.

## Dostupnost
Motorovým vozidlem, při sněhové pokrývce pouze rolbou nebo sněžným skútrem, jsou dostupné z údolí Labe po cestě, která v Medvědím kolenu odbočuje ze silnice mezi Špindlerovým Mlýnem a Špindlerovou boudou a pokračuje dále k Martinovce.
Pěší přístup je možný po turistických trasách:
- Po  modré turistické značce od Petrovy boudy.
- Po  modré turistické značce od Martinovky.
- Po  žluté turistické značce od Medvědí boudy.